# 揚四世 (克爾諾夫)
揚四世（捷克語：Jan IV. Krnovský，約1440年—1483年），克爾諾夫公爵，米庫拉斯五世的長子，1452年至1474年在位。
在波希米亞和匈牙利的戰爭中，揚四世支持波希米亞國王波傑布拉德的伊日。1474年，匈牙利國王馬加什·科爾溫佔領克爾諾夫公國，揚四世僅能控制希隆斯克地區沃濟斯瓦夫。